# Fitzroy (Australia Zachodnia)
Fitzroy – rzeka w zachodniej części Australii, w stanie Australia Zachodnia o długości 750 km, powierzchni dorzecza 90 000 km² oraz średnim przepływie 195 m³/s. 
Źródła rzeki znajdują się na wyżynie Kimberley, a uchodzi ona do Zatoki Królewskiej (Ocean Indyjski), tworząc jednocześnie ujście typu lejkowatego.